# Castello di Inverness
Inverness Castle (gaelico scozzese: Caisteal Inbhir Nis; italiano: Castello di Inverness) è situato su una collina sopra la città di Inverness, a picco sul Fiume Ness, in Scozia. La struttura odierna in arenaria rossa fu costruita nel 1836 dall'architetto scozzese William Burn. È posto nell'area precedentemente occupata da una fortificazione difensiva dell'XI secolo ed occupato dal Tribunale distrettuale (Sheriff Court). Il luogo è stato un sito di castelli per molti secoli. L'edificio non è aperto al pubblico, ma i giardini esterni sono visitabili.
Un'illustrazione del castello è stata presentata sul retro della banconota di 50 sterline emessa dalla Royal Bank of Scotland nel 2005.

## Storia

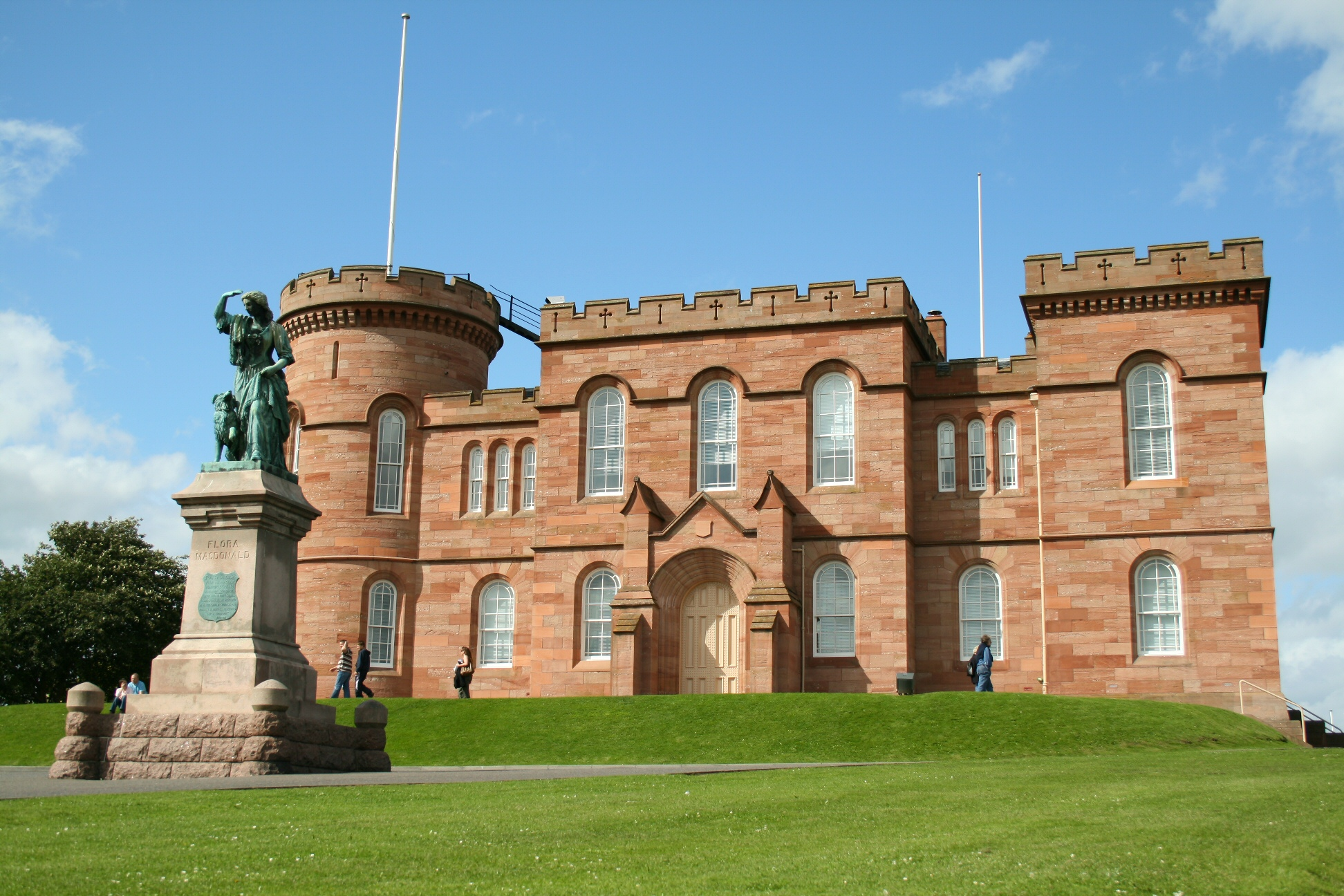
Facciata del Castello di Inverness

Diversi castelli si sono susseguiti sul sito a partire dal 1057. Il primo si reputa sia stato eretto da Máel Coluim di Scozia, dopo che ebbe distrutto il castello nel quale Macbeth, secondo la tradizione, assassinò il padre di Máel Coluim, Donnchad I, e che si trovava su una collina a circa 2 km nord-est di distanza.
Il primo castello fu distrutto parzialmente da Re Roberto I e una successiva costruzione fortificata fu saccheggiata nel XV secolo dal Clan Donald durante l'assedio di Inverness nel 1429. Il castello fu occupato durante il Raid di Ross, un conflitto delle Highlands nel 1491.
Nel 1548 un altro castello con torre fu completato da George Gordon, IV conte di Huntly (1514–1562), che lo governò fino al 1562. In seguito l'edificio fu preso dal Clan Munro e dal Clan Fraser, che sostenevano Maria Stuarda durante l'assedio di Inverness del 1562. Robert Mor Munro, XV Barone di Foulis e capo del Clan Munro, fu uno strenuo e devoto sostenitore di Maria Stuarda e fu quindi trattato favorevolmente da suo figlio Giacomo VI.
Ci furono altri successivi assedi di Inverness nel 1649, 1650, 1715 e 1746. L'odierno castello fu ricostruito nel 1836 sul sito del precedente. Per migliorarlo recentemente sono stati installati impianti di gas, luce e acqua.